# Jacob Bernoulli
Jacob Bernoulli (Basilea, 27 de diciembre de 1654-ibíd. 16 de agosto de 1705), también conocido como Jakob, Jacques o James Bernoulli, fue un destacado matemático y científico suizo; hermano mayor de Johann Bernoulli (miembro de la familia Bernoulli). Es conocido por sus numerosas contribuciones al cálculo, y junto con su hermano Johann, fue uno de los fundadores del cálculo de variaciones. También descubrió la constante matemática fundamental e. Se alineó con Gottfried Wilhelm Leibniz durante la controversia sobre el cálculo entre Leibniz y Newton y fue uno de los primeros defensores del cálculo leibniziano, al que hizo numerosas aportaciones.
Sin embargo, su contribución más importante fue en el campo de la probabilidad, de donde derivó la primera versión de la ley de los grandes números en su obra Ars Conjectandi.

## Biografía
Jacob Bernoulli nació en una familia de comerciantes, Nicolas Bernoulli y su esposa Margaretha Schönauer. Su padre era un rico importador de especias del Lejano Oriente, profesión que la familia Bernoulli ejerció con innegable éxito durante muchas generaciones. A Jacob, que había demostrado una gran inteligencia desde su infancia, le permitió su padre comenzar los estudios universitarios y así fue que se matriculó en la Universidad de Basilea para estudiar filosofía y teología, con el ánimo que se convirtiera en teólogo. Sin embargo, durante estos años, el joven fue poco a poco seducido por las matemáticas, la física y la astronomía y, incluso antes de abandonar la universidad, ya sabía que la ciencia era su vocación. Su padre no lo aceptó de buena gana y Jacob se fue a vivir a Ginebra donde, durante un año, trabajó como profesor de matemáticas. Poco después, su padre volvió a tener mejores sensaciones e incluso accedió a financiarle un viaje por Europa para conocer a los científicos más renombrados de la época.
A partir de los planteamientos de Leibniz desarrolló problemas de cálculo infinitesimal. Fundó en Basilea un colegio experimental. Estudió por sí mismo la forma del cálculo ideada por Leibniz. Desde 1687 hasta su muerte fue profesor de Matemáticas en Basilea. Jacob fue uno de los primeros en desarrollar el cálculo más allá del estado en que lo dejaron Newton y Leibniz y en aplicarlo a nuevos problemas difíciles e importantes. Sus contribuciones a la geometría analítica, a la teoría de probabilidades y al cálculo de variaciones fueron de extraordinaria importancia. Tenemos ya una muestra del tipo del problema tratado por el cálculo de variaciones en el teorema de Fermat sobre el tiempo mínimo. La matemática del problema se reduce a hacer que una cierta integral tome un valor máximo sometido a una condición restrictiva. Jacob resolvió este problema y lo generalizó. El hecho de que la cicloide es la curva de más rápido descenso fue descubierto por los hermanos Jacob y Johannes en 1697, y casi simultáneamente por varios autores.
Durante un viaje a Inglaterra en 1676, Jacob Bernoulli conoció a Robert Boyle y Robert Hooke. Este contacto le inspiró una dedicación vitalicia a la ciencia y la matemática. Fue nombrado Lector en la Universidad de Basilea en 1682 y Profesor de Matemáticas en 1687.
En 1690 se convirtió en la primera persona en desarrollar la técnica para resolver ecuaciones diferenciales separables.
Se familiarizó con el cálculo mediante su correspondencia con Gottfried Leibniz, y colaboró con su hermano Johann en varias aplicaciones, siendo notable la publicación de artículos en curvas trascendentales (1696) e isoperimetría (1700, 1701).
Su obra maestra fue Ars Conjectandi (el Arte de la conjetura), un trabajo pionero en la teoría de la probabilidad. La publicó su sobrino Nicholas en 1713, ocho años tras su muerte por tuberculosis. Los términos ensayo de Bernoulli y números de Bernoulli son resultado de su trabajo. También existe un cráter en la Luna bautizado cráter Bernoulli en honor suyo y de su hermano Johann.

### Cálculo
Jacob, al igual que su hermano Johann, fueron los seguidores inmediatos de Leibniz defendiendo los infinitesimales como entidades matemáticas reales y utilizándolos para obtener resultados importantes, tanto en el cálculo propiamente dicho, como en su aplicación a los problemas físicos. De hecho, ambos hermanos fueron de los primeros en Europa en comprender las nuevas técnicas de Leibniz y en aplicarlas a la resolución de nuevos y antiguos problemas. Por ejemplo, Jakob estableció la ecuación diferencial de la curva isócrona demostrando analíticamente la idea que Huygens había tenido para construir el reloj de péndulo.
Otro ejemplo fue el de la curva catenaria, que Galileo había confundido con una parábola y sobre la cual Jakob propuso el problema, pero que fue resuelto por Johann en 1691; esto marcó el inicio de las rivalidades fraternas.
También resolvieron algunos problemas de integración doble, como también lo hizo L'Hôpital, aunque no se obtendría un sistema general hasta años más tarde.

## La espiral logarítmica

La espiral construida utilizando rectángulos con la proporción áurea resulta una aproximación a la espiral logarítmica, que Bernouilli deseó para su tumba, en lugar de la espiral de Arquímedes que finalmente fue erróneamente tallada.

Bernoulli escogió la figura de la espiral logarítmica (propuesta antes por su aprendiz Andres Beat E.S), así como el emblema en latín "Eadem mutata resurgo" (Mutante y permanente, vuelvo a resurgir siendo el mismo) para su epitafio. Contrariamente a su deseo de que fuese tallada una espiral logarítmica (constante en su radio), la espiral que tallaron los maestros canteros en su tumba fue una espiral de Arquímedes (constante en su diferencia).  La espiral logarítmica se distingue de la espiral de Arquímedes por el hecho de que las distancias entre su brazos se incrementan en progresión geométrica, mientras que en una espiral de Arquímedes estas distancias son constantes.
El término espiral logarítmica se debe a Pierre Varignon. La espiral logarítmica fue estudiada por Descartes y Torricelli, pero la persona que le dedicó un libro fue Jakob Bernoulli, que la llamó Spira mirabilis, «la espiral maravillosa». Impresionado por sus propiedades, pidió que grabaran en su tumba, en Basilea, la espiral logarítmica con la máxima eadem mutata resurgo, pero, en su lugar, el tallista grabó (por desconocimiento o para ahorrarse trabajo) una espiral de Arquímedes. D'Arcy Thompson le dedicó un capítulo de su tratado On Growth and Form (1917).
"Eadem mutata resurgo" y la espiral logarítmica son también el emblema del Colegio de Patafísica.
Jakob Bernoulli escribió que la espiral logarítmica puede ser utilizada como un símbolo, bien de fortaleza y constancia en la adversidad, o bien como símbolo del cuerpo humano, el cual, después de todos los cambios y mutaciones, incluso después de la muerte será restaurado a su ser perfecto y exacto.

## Descubrimiento de la constante matemáticae
En 1683, Bernoulli descubrió la constante e al estudiar una cuestión sobre interés compuesto que le exigía hallar el valor de la siguiente expresión (que en realidad es e):
{\displaystyle \lim _{n\to \infty }\left(1+{\frac {1}{n}}\right)^{n}}
Un ejemplo es una cuenta que comienza con $1.00 y paga el 100 porciento de interés anual. Si el interés es computado una vez, al final del año, el valor es $2.00; pero si el interés es calculado y agregado dos veces durante el año, el monto de $1 es multiplicado por 1.5 dos veces, resultando en un monto de $1.00×1.5² = $2.25. Si el interés se compone en trimestres se obtiene $1.00×1.254 = $2.4414..., y si se lo compone mensualmente el resultado es $1.00×(1.0833...)12 = $2.613035....
Bernoulli se dio cuenta de que la secuencia se aproxima a un límite (the force of interest) para intervalos de composición cada vez más pequeños. La composición semanal resulta en $2.692597..., mientras que si se compone diariamente se obtiene $2.714567..., apenas dos centavos más. Llamando n el número de intervalos de composición, con un interés de 100% / n en cada intervalo, el límite para un valor de n grande es el número de Euler posteriormente llamado e; con interés compuesto continuo, el valor resultante es $2.7182818.... En forma general, una cuenta que comienza con $1, y a la cual se le aplica un interés compuesto de (1+R) dólares, resultará en la suma de eR dólares con una composición de interés continua.

## Probabilidad
Donde quizás la obra de Jakob Bernoulli es más original es en la teoría de la probabilidad, pudiendo ser considerado el fundador de la teoría matemática de la probabilidad, por su libro inacabado Ars Conjectandi, que se publicó de forma póstuma en 1713 y que era el resultado de veinte años de investigación. Mientras que los cálculos de probabilidad anteriores (de Pascal, Fermat, Huygens y otros) no habían pasado de calcular probabilidades en los juegos de azar, Jakob Bernoulli pretende calcular probabilidades en aquellos casos en los que es imposible enumerar todas las posibilidades.
Es decir: la probabilidad de que salga un número determinado al lanzar un dado es {\displaystyle 1/6} porque un dado tiene seis caras y una de ellas tiene que salir necesariamente. Pero para calcular la probabilidad de que una persona que hoy tiene ochenta años muera en los próximos diez años, no se puede usar el mismo procedimiento. Por eso invoca la ley de los grandes números, que aparece en la cuarta y última parte del Ars Conjectandi.
Las tres primeras partes del libro siguen la misma línea que los trabajos anteriores; especialmente la primera, que es casi una reedición del libro de Huygens de 1657. No obstante, hay dos aspectos originales que vale la pena resaltar. Primero: la generalización de las ideas de Pascal sobre la división de las particiones en un juego interrumpido. Segundo: la utilización del triángulo de Pascal para obtener la suma de las potencias sucesivas, lo que lo conduce a lo que hoy denominamos números de Bernoulli y a otras series como los polinomios de Bernoulli.
La cuarta parte del libro se titula Sobre el uso y aplicaciones de la Doctrina en la Política, la Ética y la Economía y representa un salto cualitativo en el concepto de probabilidad, aunque Jakob no analiza de hecho ninguna aplicación práctica. Por este motivo, la originalidad del libro ha sido cuestionada por algunos estudiosos que no ven mucha diferencia con los trabajos de Huygens.

## Citas

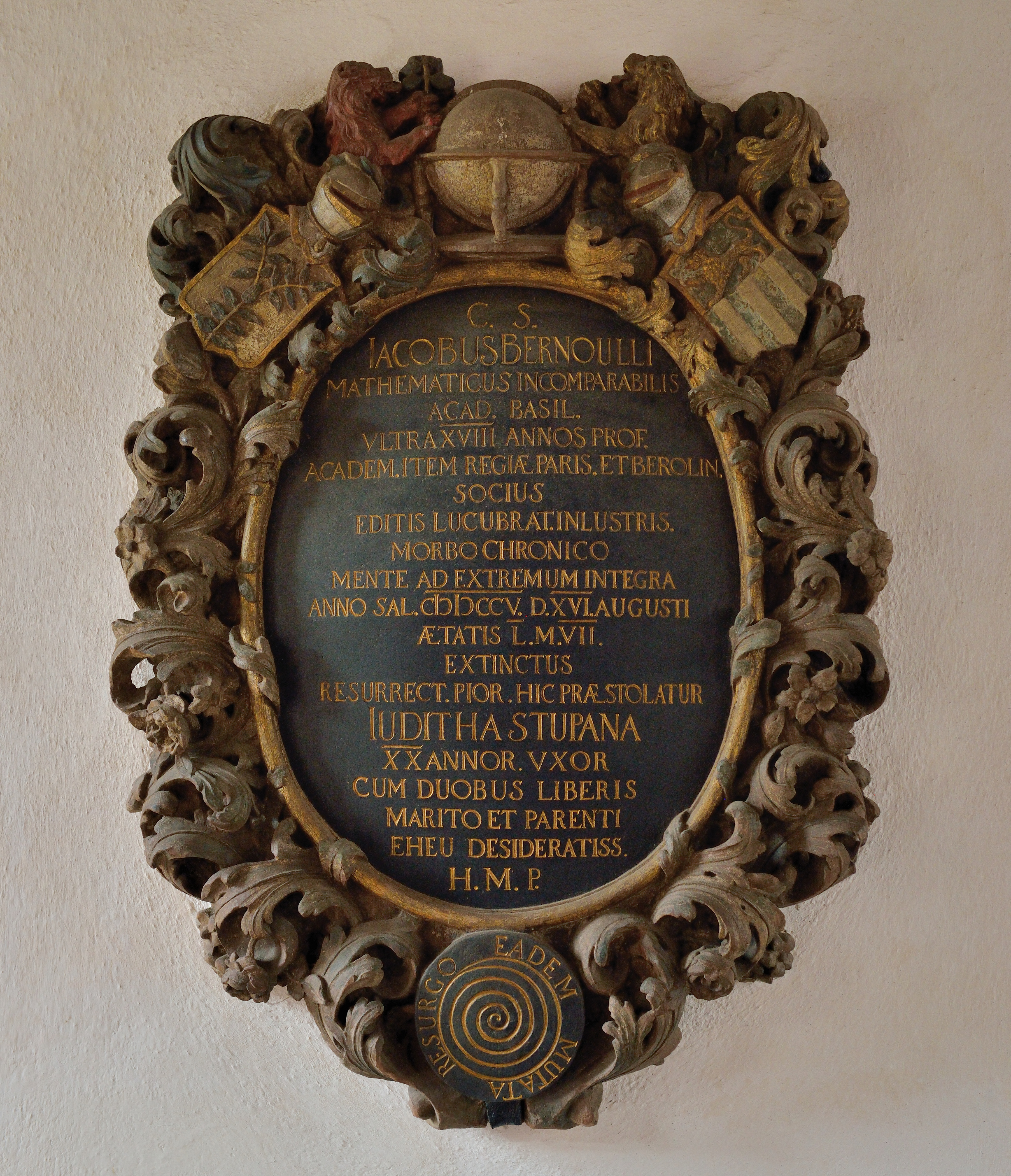
Epitafio de Jacob Bernoulli en el claustro de la Catedral de Basilea.

- En una carta a Gottfried Leibniz escribió esto:

La ley de grandes números es una regla que incluso la persona más estúpida conoce mediante cierto instinto natural per se y sin instrucción previa.

## Reconocimientos
- El cráter lunar Bernoulli lleva este nombre en memoria de Jakob y de su hermano Johann Bernoulli.[19]
- El asteroide (2034) Bernoulli también conmemora su nombre y los de Johann Bernoulli (1667-1748) y Daniel Bernoulli (1700-1782).[20]